# محمدو إدريسو
محمدو إدريسو (بالفرنسية: Mohammadou Idrissou)‏، من مواليد 8 مارس 1980 في ياوندي في الكاميرون، لاعب كرة قدم كاميروني.
بدأ مسيرته الكروية مع نادي راسينغ بوفاسام، وفي عام 1999 انتقل إلى نادي كوتونسبورت، ولعب معهم حتى عام 2000، وفي موسم 2000/2001 انتقل إلى نادي إينتراخت فرانكفورت الألماني، ولعب معهم 18 مباراة وسجل 15 هدف، وفي موسم 2001/2002 انتقل إلى نادي ويهين الألماني، وشارك معهم في 31 مباراة وسجل 13 هدف، وفي عام 2002 انتقل إلى نادي هانوفر الألماني، ولعب معهم حتى عام 2004، وشارك معهم في 60 مباراة وسجل 13 هدف، وفي عام 2005 انتقل إلى نادي كان الفرنسي، وفي عام 2005 عاد إلى نادي هانوفر الألماني، ولعب معهم حتى عام 2007، وشارك معهم في 4 مباريات، وفي عام 2007 انتقل إلى نادي دويسبرغ الألماني، وشارك معهم في 45 مباراة وسجل 8 أهداف، ومنذ عام 2008 وهو يلعب مع نادي فرايبورغ الألماني.
منذ 2003 وهو يلعب مع منتخب الكاميرون لكرة القدم.

## روابط خارجية
- محمدو إدريسو على موقع الاتحاد الدولي (مؤرشف)  (الإنجليزية)
- محمدو إدريسو على موقع قاعدة بيانات كرة القدم.إي يو (الإنجليزية)
- محمدو إدريسو على موقع بيانات كرة القدم. دي إي (الألمانية)
- محمدو إدريسو على موقع ناشيونال فوتبول تيمز (الإنجليزية)
- محمدو إدريسو على موقع Soccerway.com (الإنجليزية)
- محمدو إدريسو على موقع عالم كرة القدم.نت (الإنجليزية)
- محمدو إدريسو على موقع كووورة
- محمدو إدريسو على موقع AS.com (الإسبانية)